# Леїві
Леїві (італ. Leivi, ліг. Leivi) — муніципалітет в Італії, у регіоні Лігурія, метрополійне місто Генуя.
Леїві розташоване на відстані близько 380 км на північний захід від Рима, 32 км на схід від Генуї.
Населення — 2408 осіб (2014).

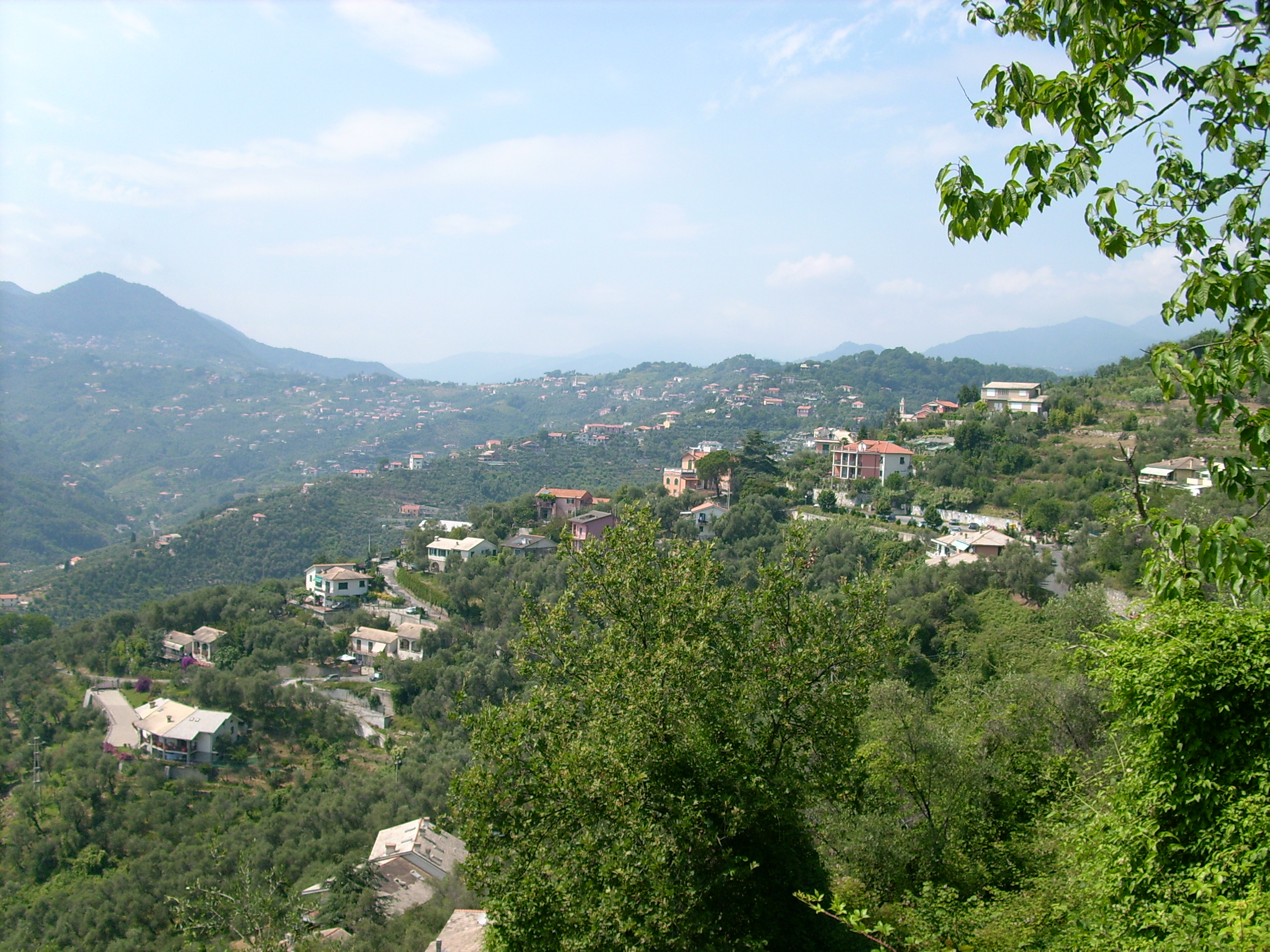

Щорічний фестиваль відбувається 24 червня. Покровитель — san Giovanni Battista.

## Демографія
Населення за роками:

Станом на 1 січня 2023 року в муніципалітеті офіційно проживало 78 іноземців з 20 країн, серед них 34 громадяни країн Євросоюзу та 10 громадян України.

## Сусідні муніципалітети
- Караско
- К'яварі
- Сан-Коломбано-Чертенолі
- Цоальї